# Gratianus
Gratianus (tiếng Latinh: Augustus Flavius Gratianus; 18 tháng 4 năm 359 - 25 tháng 8 năm 383), là Hoàng đế La Mã từ năm 375-383. Ông là con trai cả của Valentinianus I, trong suốt thời niên thiếu của mình,Gratianus đi theo người cha của mình tham gia nhiều chiến dịch dọc theo biên giới sông Rhine và Danube. Sau khi Valentinianus qua đời năm 375, em trai của Gratianus là Valentinianus II được tuyên bố là hoàng đế bởi binh sĩ của cha ông. Gratianus đã đạt được một chiến thắng quyết định trước người Alamanni vào năm 378 trong trận Argentovaria. Cùng năm đó, ông chú của ông, Valens đã bị giết chết trong trận chiến chống lại người Goth tại Adrianople -biến Gratianus cơ bản là vua của toàn bộ đế quốc. Ông ủng hộ Thiên Chúa giáo hơn là đa thần giáo La Mã, phủ nhận tính thần thánh của các hoàng đế và loại bỏ bệ thờ Chiến thắng khỏi viện nguyên lão La Mã.

## Cuộc đời
Gratianus là con trai của Hoàng đế Valentinianus I với Marina Severa, và ông được sinh ra tại Sirmium (nay là Sremska Mitrovica, Serbia) ở Pannonia. Ông được đặt theo tên ông nội của ông Gratianus Già. Gratianus đầu tiên kết hôn với Flavia Maxima Constantia, con gái của Constantius II. Người vợ thứ hai của ông là Laeta. Cả hai cuộc hôn nhân vẫn không mang lại cho ông một người con. Mẹ kế của ông là Hoàng hậu Justina và những người em cùng cha của ông là hoàng đế Valentinianus II, Galla và Justa.
Ngày 04 Tháng Tám năm 367 ông nhận được từ cha mình tiêu đề Augustus. Sau khi hoàng đế Valentinianus qua đời (17 tháng 11 năm 375), quân đội ở Pannonia tuyên bố người con trai nhỏ tuổi của ông (với người vợ thứ hai Justina) là hoàng đế với tên hiệu là Valentinianus II.

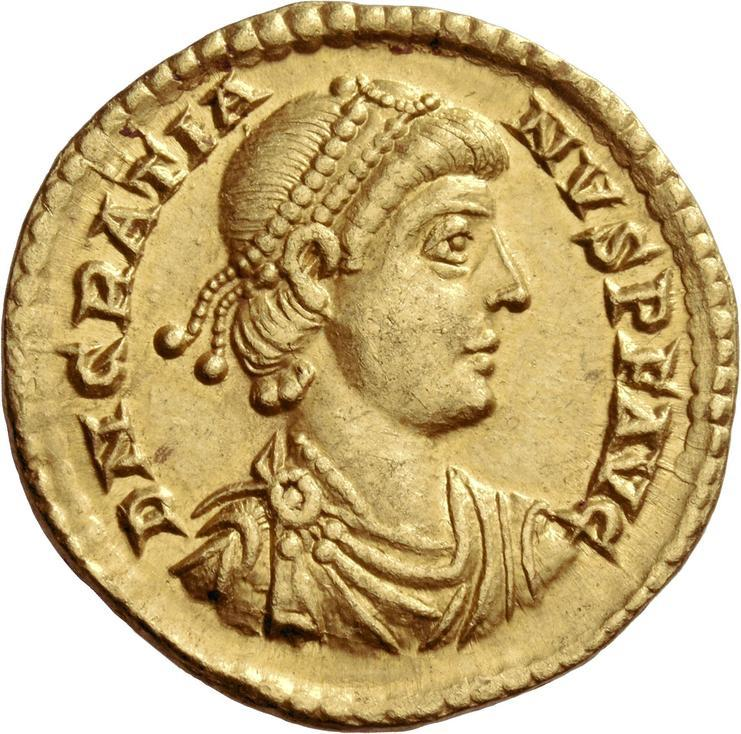
Đồng Solidus của Hoàng đế Gratianus.

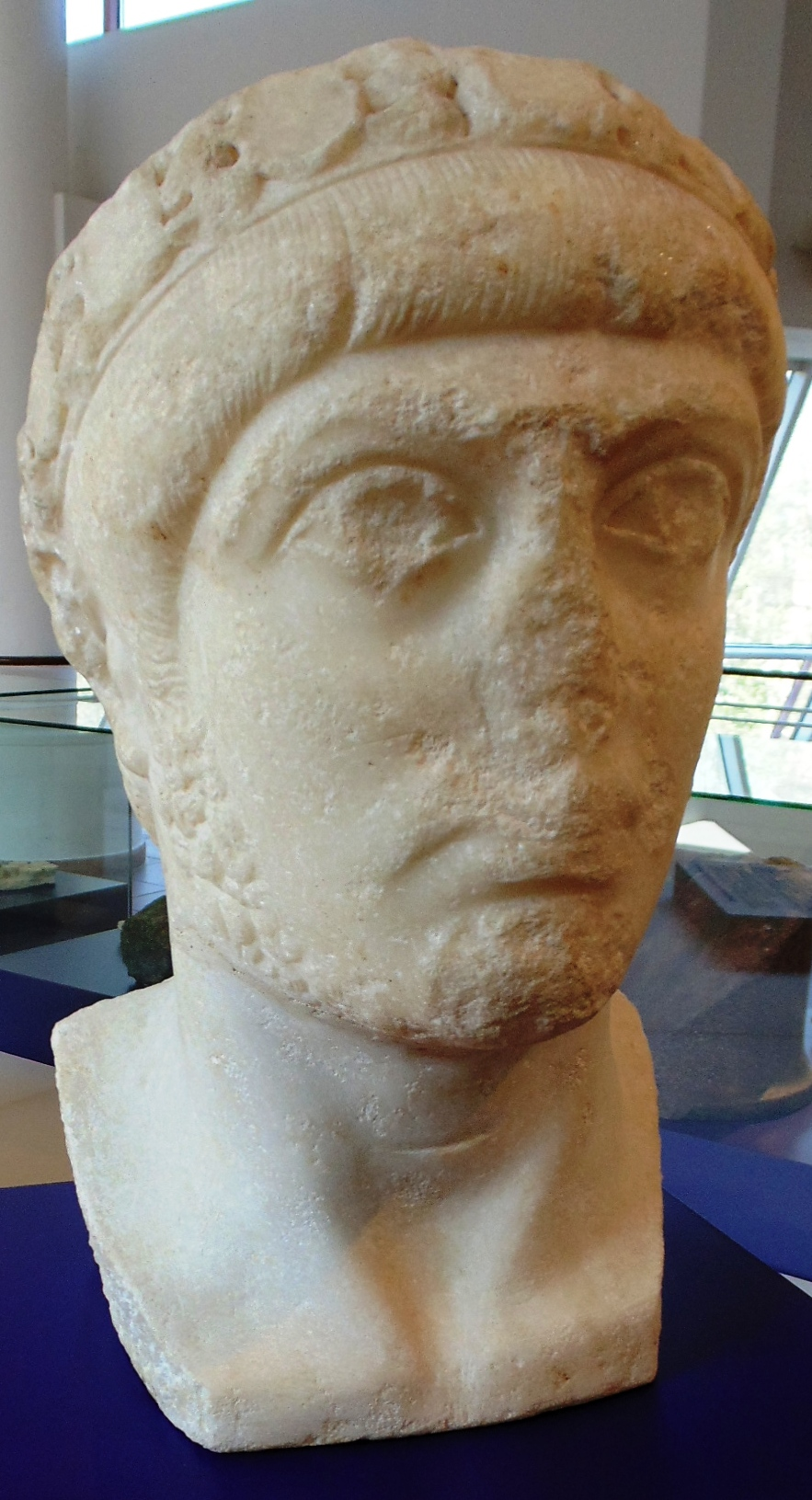
Góc nhìn khác của tượng bán thân.

Gratianus bằng lòng với sự lựa chọn của họ, ông tự mình nắm quyền cai quản tỉnh Gaul và chia sẻ Ý, Illyricum và châu Phi cho Valentinianus và mẹ ông ta, họ đóng đô cố định tại Mediolanum. Việc phân chia, tuy nhiên, chỉ là danh nghĩa, và quyền lực thực sự vẫn nằm trong tay của Gratianus.
Ở Phía Đông, Đế quốc La Mã nằm dưới sự cai trị của Valens, chú của ông. Trong tháng 5, năm 378 Gratianus hoàn toàn đánh bại người Lentienses, một nhánh phía nam của người Alamanni, trong trận Argentovaria, gần vị trí ngày nay là Colmar. Cuối năm đó, Valens tử trận trong trận Adrianopole vào ngày 9 tháng Tám. Valens đã từ chối để chờ Gratianus và quân đội của ông đến và hỗ trợ trong việc đánh bại nhóm dân du cư người Goth, người Alan và người Hung, kết quả là, hai phần ba của quân đội Đông La Mã đã bị tiêu diệt hoàn toàn.
Trong cùng năm đó, chính quyền của đế quốc phía Đông được trao cho Gratianus, nhưng cảm thấy mình không thể chống lại các cuộc tấn công của các rợ mà không cần trợ giúp, ông phong cho Theodosius I làm đồng Augustus vào ngày 19 Tháng 1 năm 379 để cai trị một phần của đế quốc. Theodosius và Gratianus và sau đó quét sạch rợ dân ra khỏi vùng Balkan trong chiến tranh Goth (376-382).
Trong những năm tiếp theo, Gratianus cai trị đế chế với lòng nhiệt huyết và thành công nhưng dần dần chìm vào biếng nhác, chủ yếu là với thú vui đi săn, và trở thành một công cụ trong tay của tướng Merobaudes người Frank và Giám mục Thánh Ambrose của Milan.
Bằng việc sử dụng một người Alan để làm người hầu cho mình, và xuất hiện trước công chúng trong chiếc váy của một chiến binh Scythia, sau thảm họa của trận Adrianopole, ông đã làm dấy lên sự khinh miệt và sự bất bình của quân đội La Mã. Một vị tướng La Mã tên là Magnus Maximus đã lợi dụng tình trạng này để kích động cuộc nổi dậy ở Anh và xâm chiếm Gaul với một đội quân lớn. Gratianus mà khi đó ở Paris, bị quân đội của mình bỏ mặc, bỏ chạy tới Lyon. Ở đó, thông qua sự phản bội của viên thống đốc, Gratianus bị giao nộp cho một trong các tướng nổi loạn, Andragathius, và bị ám sát ngày 25 tháng 8 năm 383.

## Hoàng đế và đạo Cơ Đốc chính thống
Triều đại của Gratianus đã thiết lập một thời đại quan trọng trong lịch sử Giáo hội, vì trong thời gian đó, Thiên Chúa giáo Chính thống lần đầu tiên đã trở nên thống trị trên toàn đế quốc.
Gratianus cũng công bố một sắc lệnh bắt buộc tất cả các đối tượng phải tuyên bố tin theo đức tin của các Giám mục của Rome và Alexandria (ví dụ, đức tin Nicene). Biện pháp này chủ yếu là đàn áp các tín ngưỡng khác nhau đã phát sinh ra như phái Arianism, cũng như các giáo phái nhỏ hơn bất đồng chính kiến, chẳng hạn như của người Macedonia, cũng bị cấm.

### Đàn áp Đa thần giáo
Gratianus, theo lời khuyên của vị mưu sĩ của mình là Giám mục Ambrosius thành Mediolanium, đã tiến hành đàn áp việc thờ cúng các vị thần trong Đa Thần giáo. Chính sách này dẫn đến sự kết thúc của sự khoan dung tôn giáo (dù không chính thức, nhưng lan truyền rộng rãi) kể từ thời Julianus. Theo nhà sử học Samuel Dill: "Trong thỏa ước lâu dài giữa những phe phái thù địch, người đa thần, người hoài nghi, và cả Ki-tô hữu thờ ơ, hình thức, có lẽ đã có ước mơ về sự khoan dung vô hạn mà khiến cho các truyền thống cổ xưa không bị phá rồi nhưng những con người như vậy, sống trong một thế giới ảo giác văn học và cổ điển, không hiểu gì mấy về các lực lượng bên trong phong trào Ki-tô giáo mới".